# Maria Jaworska-Michałowska
Maria Jaworska-Michałowska (ur. 28 grudnia 1955 w Krakowie, zm. 21 maja 2013 tamże) – polska architekt i pracownik naukowo-dydaktyczny Politechniki Krakowskiej. 

## Życiorys
Absolwentka IX Liceum Ogólnokształcącego im. Zygmunta Wróblewskiego w Krakowie. Studiowała na Politechnice Krakowskiej, na Wydziale Architektury. Po ukończeniu studiów w 1980 podjęła pracę w Zarządzie Rewaloryzacji Zespołów Zabytkowych Krakowa. Od 1983 pracowała w Przedsiębiorstwie Budowy Obiektów Użyteczności Publicznej Budopol-Kraków. W latach 1985–1986 studiowała na Podyplomowym Studium Konserwacji Zabytków Architektury i Urbanistyki na Politechnice Krakowskiej.
W latach 90. rozwinęła działalność artystyczną uwieńczoną, między innymi wystawą malarską w Norwegii. Prowadziła też zajęcia z rysunku odręcznego.
W 2000 rozpoczęła pracę na Politechnice Krakowskiej na stanowisku wykładowcy w Instytucie Materiałów i Konstrukcji Budowlanych, w Katedrze Budownictwa Ogólnego i Przemysłowego, na Wydziale Inżynierii Lądowej. W latach 2007–2009 pracowała na stanowisku starszego wykładowcy, a od 2009 jako adiunkt. W 2009 została też zatrudniona dodatkowo w Państwowej Wyższej Szkole Techniczno-Ekonomicznej im. ks. Bronisława Markiewicza w Jarosławiu.
W 2006 obroniła na Wydziale Architektury Politechniki Krakowskiej rozprawę doktorską, uzyskując stopień doktora w dziedzinie nauki techniczne, dyscyplinie architektura i urbanistyka, specjalności historia architektury i konserwacja zabytków.  
Była członkiem Stowarzyszenia Architektów Polskich.
Córka Teresy Jaworskiej z Prażmowskich i Juliana Jaworskiego, wiceprezydenta miasta Krakowa oraz siostra pianistki Małgorzaty Jaworskiej.
Została pochowana na cmentarzu Rakowickim w Krakowie.

## Prace naukowe
- Jaworska-Michałowska Maria, rozprawa doktorska pt. Wpływ termomodernizacji na architekturę obiektów zabytkowych. (2006)
- Jaworska-Michałowska Maria, monografia  pt. Inteligentna wrażliwość współczesnych ścian. Struktura-Organizacja-Funkcjonowanie. Politechnika Krakowska im. Tadeusza Kościuszki,  Kraków 2010, ISSN 0860-097X.
- Autorka ponad 50 artykułów w recenzowanych czasopismach i referatów na krajowe oraz międzynarodowe konferencje naukowe.